# 杭州絲綢

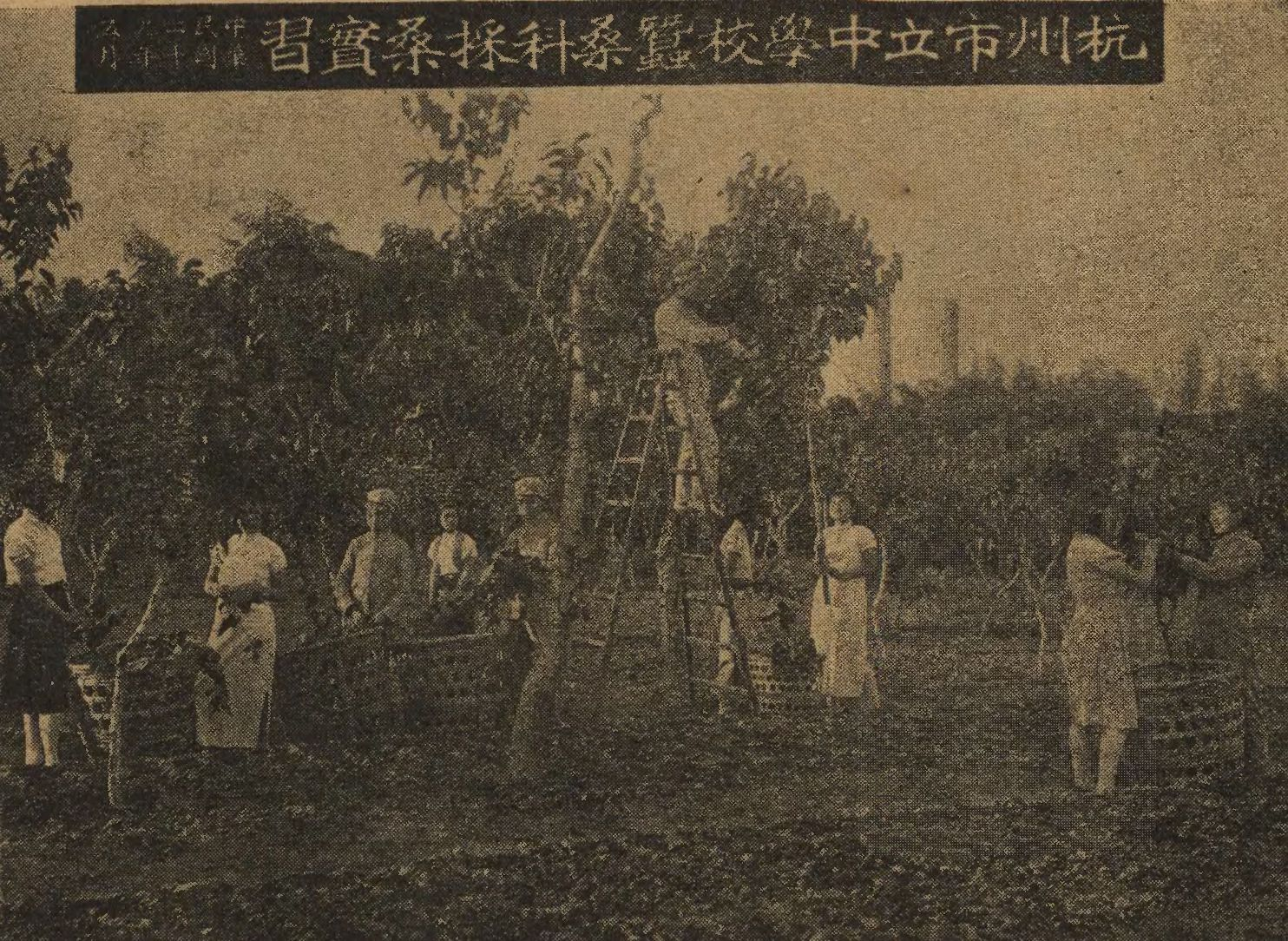
杭州市立中学校蚕桑科采桑实习（1940年）

杭州丝绸，指原产于中华人民共和国浙江省杭州市行政区划范围内出产的丝绸制品，2011年9月19日成为中华人民共和国地理标志产品。

## 历史

### 起源与考古
杭州生产丝绸的历史悠久，早在新石器时期后期杭州的先民就已经获取了桑蚕、缫丝、织帛等技术。1958年，浙江省文物管理委员会和浙江博物馆在杭州以北的湖州钱山漾发掘出一处良渚文化遗址，并在下层发现蚕丝制品，其年代测定约为公元前2750±100年。1986年和1987年，文物部门整理1936年以来杭州北郊的反山和瑶山两处（今良渚遗址内）物件，发现了古代原始腰机部件——手工纺织工具的残骸。司马迁的《史记》也记载显示钱塘江流域的越国从事桑蚕业。1958年，杭州近郊的古荡发掘出一处汉代古墓，墓主夫妇出土时身披丝绸，这也是杭州有丝绸的最早实物证据。汉末三国时期，统治杭州的吴主孙权系富春（今杭州富阳区）人，重视桑蚕业发展，左思在《吴都赋》中称“国税再熟之稻，乡贡八蚕之绵”。两晋时包括杭州在内的吴郡桑蚕养殖发达，后续的南朝都重视桑蚕丝织：南齐的沈瑀任建德（今杭州市建德市）令的时候就教导民众种植桑树，附件的新安（今杭州市淳安县）也盛行种桑；南齐的孙谦离任钱唐（今杭州市区）令，当地父老赠送他一条“缣帛”，据称细而不渗，可供书画。:56-57

### 隋唐以后

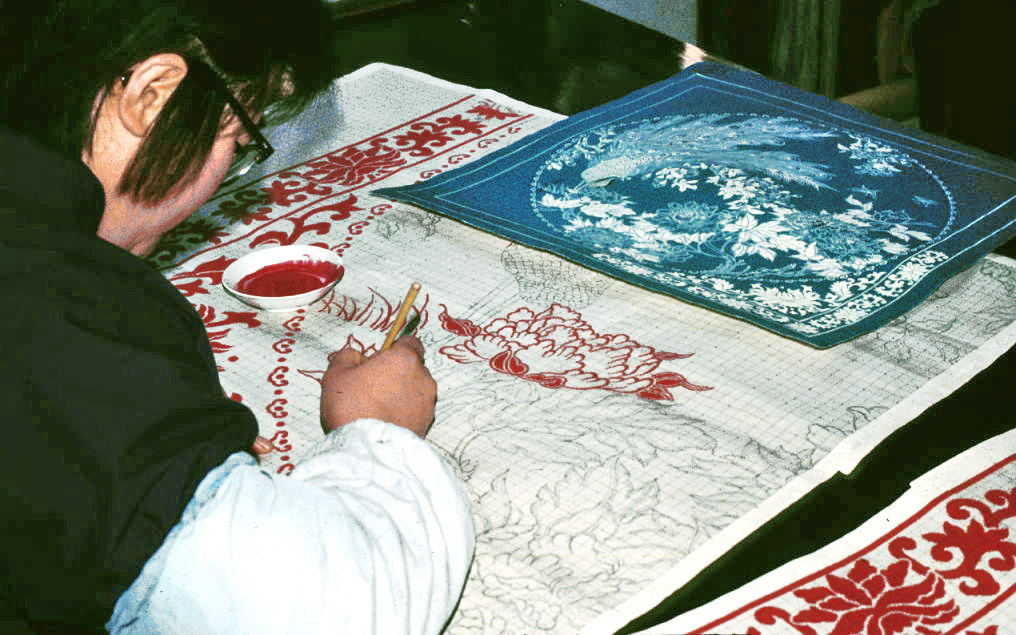
杭州纺织工人在丝绸上描摹图样（1978年）

在隋唐以前，杭州只是一处名不见经传的小城。隋开皇九年（589年）该钱唐郡为杭州，开皇十一年（591年）开始筑城。随着大运河的开辟，杭州日益成为了一处繁华的贸易都市。《隋书·王谊传》记载今天杭州境内的淳安一带桑蚕养殖业一年四五熟，家庭勤于纺织。杭州城内开始贸易丝绸，且浙江各地进贡的丝绸多由杭州装船运往长安。隋代的桑蚕养殖业一度兴盛，乃至于宫中府库皆满，开皇十二年（592年）下令不必上缴丝绸锦缎。唐代杭州市郊及属县普遍养殖桑蚕。田汝成《西湖游览志余》载，唐中宗景龙四年（710年），杭州钱塘江沿岸淤积成陆，人们开始在上面种植桑蚕。清代崔灏《艮山杂志》也载，唐代杭州城外惟东北郊种植桑蚕。以桑蚕为原材料的纺织业也日益兴盛，唐开元年间杭州八县、睦州六县均以丝绸制品为贡。唐代的白居易还在《杭州春望》中夸耀了杭州特产的“柿蒂绫”，为丝织品“缭绫”作诗，宝历元年（825年）朝廷曾下令采购这种“缭绫”，后因李德裕劝阻作罢。中国西北的敦煌莫高窟曾经出土一批唐代丝绸制品，其中有些就织有柿蒂小花，被认为可能是原产自杭州的“柿蒂绫”。晚唐时期，褚遂良九世孙褚载从广陵（今江苏省扬州市）引进丝织技术，并教授给杭州本地人，后世在他住所附近的褚家堂设庙纪念。:58-59
唐末五代，杭州由吴越国钱氏统治，钱氏本出杭州临安县，以杭州为首府，采取保境安民、劝课农桑的政策，并从润州（今江苏省镇江市）招募织工在杭州开设第一家官府织造，织工有二三百余，丝织品质量非民间所及。吴越国时期，杭州也是重要的贸易港口，吴越国遣使日本就带去了大量丝绸财货，吴越国统治者自身也大量挥霍丝绸，钱镠衣锦还乡并设衣锦营、衣锦山、衣锦军等“十锦”，吴越向中原统治者进贡丝绸次数频繁、数量巨大。北宋时期，朝廷因合约纳贡和自身需求，消耗丝绸制品数量巨大。熙宁十年（1077年），两浙夏秋两税共计缴纳丝绸制品达26万匹，超越前代之和。宋代实行“和绢买”制，本意为预支本钱给农民养殖桑蚕，农民收获蚕茧后上缴丝绢，然而后来变成了只缴绢匹而不给钱。《东坡奏议》则载，元丰四年（1081年）杭州境内合计和绢买总量达到23万匹。至道元年（995年），宋廷在杭州设立织务，崇宁元年（1102年）又派童贯在苏州、杭州设局以备皇室器用，织工可达数千。民间也盛行桑蚕、丝织业，杭州的富阳县有记载农民宁愿不去冬耕也要看护自己的桑园。随着宋室在靖康之变后南迁杭州，杭州的桑蚕、丝织都有进步：桑树品种有青桑、白桑、拳桑、睦州青等类，同时引入嫁接法提升桑叶质量；缫丝和丝织则用脚踏缫丝车和丝织提花机取代唐代的手摇缫丝车和手工生产；生产品类据《咸淳临安志》和《梦梁录》则有绫、罗、锦、缎、刻丝等十多个大类，其中还有“博生罗”“三法暗花纱”等新发明的产品。在南宋时期，杭州既是全国丝绸的生产中心，也是丝绸的集散贸易中心、丝绸技术的交流中心，杭州丝绸业也进入了鼎盛期。:59-63
元代，官府织造规模和数量都超越前代，但由于元朝的游牧生产方式和民族歧视政策，再加之棉花制品的流行，民间的丝绸行业处于艰难境地，随着元朝逐渐接受汉地的治理方式情况有所改善。迨至明代，民间已经普遍接受了棉制品，然而杭州仍然保持着宋代丝绸之府地位，桑蚕和丝绸生产技术发展较快，成为了继南宋的又一黄金时期。明廷在浙江各地设立织染局，并设有苏杭织造，由专门的工户义务负责织造。到了明朝后期，由于增造压榨，工户负担日益沉重，官府织造日益消减，多数都是委托民间代工，及天启七年政府关闭了苏杭织造。明代杭州下属九县都盛行桑蚕，杭州东郊有桑林万顷，各县都载本县勤于织工，杭州城内更是“习以工巧，衣被天下”，出现了不少手工工场。杭州城郊的塘栖、临平等镇都因为蚕丝贸易兴起，临近县厅多来此贸易。到清军初定江南恢复杭州官织时，杭州织造已经荒废二十年，清代仅设立江宁、苏州、杭州江南三织造及北京的内织造府，杭州织造仰赖北新关关税作为经费，在江南三织造中产量最高。太平天国之战后，杭州织造元气大伤，生产主要强行摊派给民间织户并以低于市场价购入，至光绪年间杭州织造早已破败，及辛亥革命寿终正寝。:63-69

### 近现代

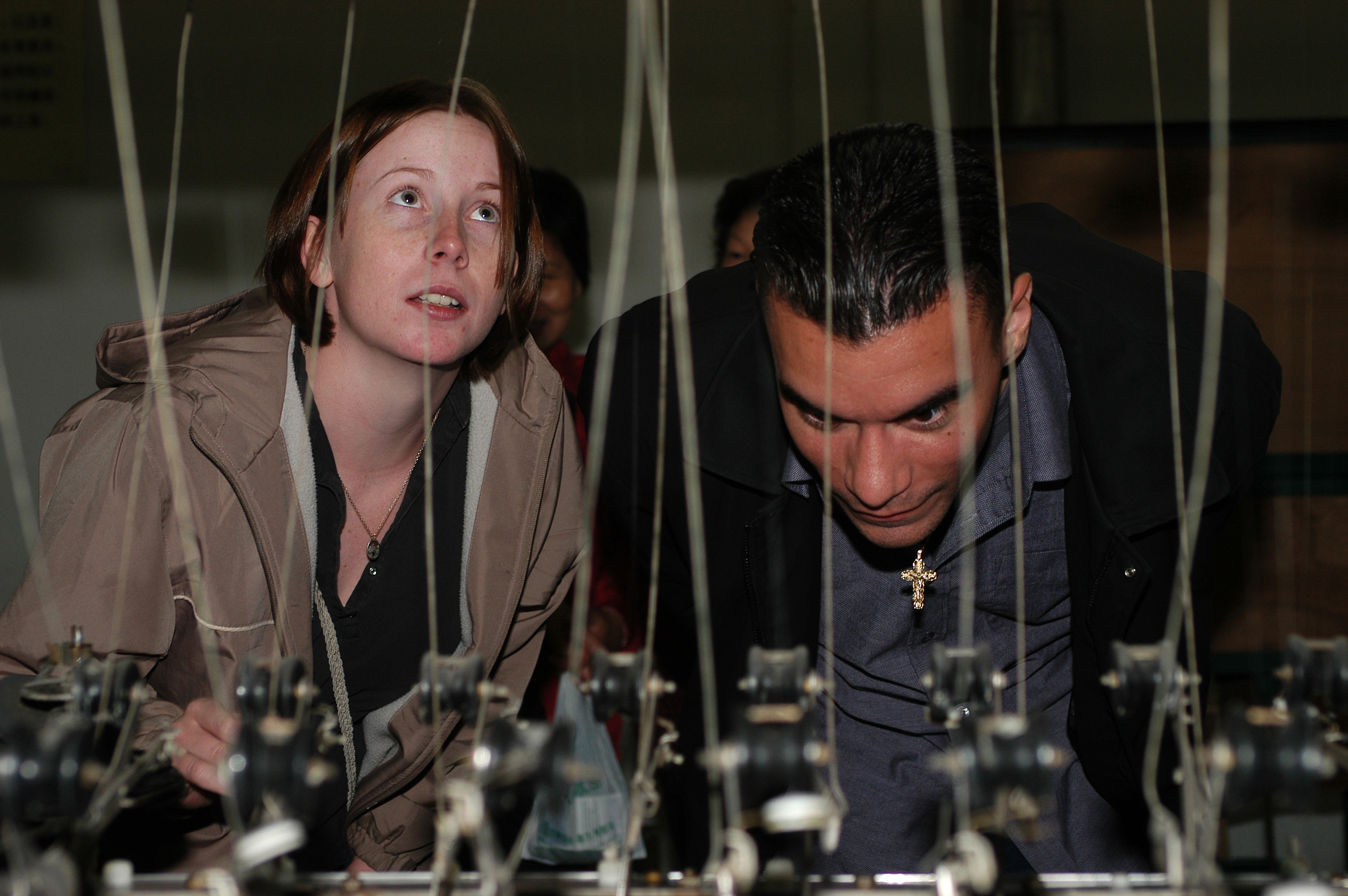
美国海军参观杭州丝绸车间（2004年）

清朝中后期，帝国主义列强采取“引丝扼绸”策略，通过其在华特权，纷纷在杭州开设机构掠夺蚕丝资源，并向中国倾销机器制成的洋绸，冲击本土手工业，杭州外销丝绸由光绪二十五年（1899年）的4193担快速下降至光绪二十九年（1903）的1784担，纺织业者大量失业。蚕丝成为了杭州重要的出口物资，客观上促进了桑蚕养殖，杭州府九县年产蚕茧16万担，占到浙江全省的27%。杭州本地也有许多人希望振兴本地桑蚕丝绸产业，积极引进技术，对桑蚕进行科学择种——光绪二十年（1897年）杭州知府林启创办的蚕学馆发挥了极大作用。实业界为了发展民族工业，抵制洋商洋货，在杭州相继创办一批机械化工厂，主要有世经（1895-1897）、合义和（1895-1900）、大纶（1895-1942）三家。同时期，日本人重视杭州的丝绸生产经验，在1899、1901年分别派人实地考察学习，在法国提花机和中国传统手工提花机的启发下，发明了更为先进的提花机龙头。进入民国后，杭州开设的第一家工厂为民国四年（1915年）的天章丝厂，此外民国七年（1918年）杭州虎林公司增设的机器缫丝厂生产丝绸直接运销海外，民国十九年（1930年）产量达到2400担（120吨），成为了当时中国最具外贸影响力的企业。民国十八年（1929年）国民政府为振兴实业创办西湖博览会，丝绸馆为当时规模最大的分馆，杭州丝绸产品中获特等奖9只，优等奖13只，一等奖11只。民国十九年（1930年）后，九一八事变、大萧条影响到蚕茧价格，生丝价格从民国十九年（1930年）的66元/担下降到民国二十一年（1932年）的32元/担许多公司开始停业。抗日战争全面爆发后，日本占领杭州，一方面掠夺原材料和生产设备，一方面以“日华合办”名义建立机构榨取：日本军队大肆毁坏、掠夺、抢占丝绸业工厂，浙江大学蚕桑系、浙江蚕丝学校、浙江蚕业监管所均毁坏殆尽，大量工厂付之一炬，机械设备抢夺一空，日本人还在华设立“华中蚕丝股份有限公司”，该司在杭州分公司利用批准营业许可证的手法，在农村倾销日本蚕种、烧毁中国蚕种，并以民国三十年（1941年）市场价的五分之一收购蚕茧，且收购只需要支付三分之一的现款，另外支付票据待蚕丝出丝后付款——在物价飞涨的背景下，这类票据无异于废纸，因而沦陷区蚕茧产量暴跌。抗战结束后，杭州农场桑蚕业有所回升，但由于物价上涨、经营亏本，桑蚕产量始终没有恢复战前水平，国共内战期间大量工厂、机坊都处于半停工状态，工人无以为生计，丝绸业大小工人罢工共达21次。:69-77

## 行会
杭州丝绸业行会最早组织于宋至道元年（995年），最初是同业商人集会供奉褚载，以通型庙为据点。通型庙后遭遇战火，明代永乐年间同业商人再度修复，并改名为通圣庙。南宋时期，杭州各有专门售卖某行商品的行市，至明代杭州三百六十行各有市话，不能互通，这种行话被杭州人称作“切头”，入门就需要先学切头。随着杭州丝绸业的繁荣，一座通型庙已经无法满足杭州市的同业，行会也越发细化，按照区域分为三处机神庙：艮山门外闸弄口的机神庙年代最早，原本是本地种植桑蚕的乡民转化为手工业者，因而祭祀主神为先蚕，由于明代官方不允许城外开设染坊，因此当地人建立此庙，聚众对抗城内的同行；杭州织造局附近也有一处，祭祀皇帝大臣伯余，多由城中负责织造贡品的匠户祭拜；规模最大、祭祀机神最多的是杭州东北的机神庙，又称轩辕黄帝庙、观成堂、绸业公会，由杭城东北的丝织业同业组成，祭祀主神黄帝，左伯余，右嫘祖，该庙也就成为了杭州城内丝织业者的议事活动中心。公会屡经转移，最终于光绪三十年迁移到董事丁丙的不如圃中。在民国十六年（1927年）之前公会入会资格严格，费用开销大，杭州丝绸业老板以入会为荣。光绪二十年（1894年）至民国十九年（1930年）年间，公会曾担任过认办绸捐、代缴官府的地方。公会还承当统一议价、承运成员商品、调节纠纷、组织参加国内外展出、创办丝绸市场等责任，投资办学、资助人才出国考察。1949年以后，杭州市内私有企业逐步改造为公有企业，旧的绸业公会逐步改造并最终在1959年被政府下令撤销。:162-176

## 现状
根据杭州市丝绸工业总公司在1998年的报告，杭州市丝绸系统总计企业24家，其中按所有制分国有企业19家、集体所有企业4家、股份制企业1家，按行业分则有丝绸印染联合厂1家、缫丝厂2家、丝织厂13家、印染厂3家、专业服装厂3家、机械厂2家，另外还有中国丝绸工业总公司直辖之丝绸进出口公司、工贸公司、房屋开发公司、蚕丝公司等等。全系统年生产绸缎1亿米、印染绸1.2亿米、丝绸服装1000万套、白厂丝800-1000吨。然而此时，杭州丝绸系统总体负债率达到71%，年支付利息1.5亿多元，加上退休工人费用开支，价格上难以于没有历史负担的乡镇企业竞争。自1994年开始，杭州丝绸行业进入下行区间，相当多的丝绸企业遭遇了生存危机，杭州市政府将杭州市丝绸工业总公司改组为杭州丝绸控股（集团）公司，通过资产责任承包、租赁、出售产权、拍卖、破产等途径加快产权改革。现今杭州市场上主要的品牌有都锦生、喜得宝、万事利、凯喜雅等，其中都锦生作为中华老字号，其织锦技术被例如首批浙江省非物质文化遗产（后入选世界非物质文化遗产名录），万事利则在1999年被认定为丝绸行业内首个中国驰名商标。杭州主要的丝绸专业市场有1987年成立的中国丝绸城、保俶路的丝瑞宝丝绸购物中心、学院路的杭州丝绸展示购物中心、南宋御街上的凯喜雅丝绸购物中心，丝绸女装行业总产值达到1782亿元。
杭州丝绸在品牌建设、产品质量、企业转型、行业竞争力等方面处于中国领先地位，获得第一批中国名牌产品称号的丝绸企业中，杭州企业占其二；2008年北京奥运会4家特许经营的丝绸企业中杭州占其四。杭州的杭罗织造即已、余杭清水丝锦技艺，分别作为“中国蚕桑丝织技艺”之一，列入联合国教科文组织世界非物质文化遗产名录，“杭州织锦技艺”“振兴祥中式服装制作技艺”入选第三批国家级非物质文化遗产名录。随着杭州丝绸市场地位的建立，许多伪劣产品进入市场攫取利润，杭州丝检部门向市政府提出申报“杭州丝绸”地理标志保护的报告，杭州市政府委托杭州市丝绸行业协会，经杭州市出入境检验检疫局向浙江出入境检验检疫局提出申请，经过国家质检总局公示，“杭州丝绸”正式成为地理标志产品。